# Quota disponibile
Nel diritto civile, si intende per quota disponibile la quota di eredità di cui il testatore può disporre a suo piacimento senza ledere i diritti dei legittimari.
Ad essa si contrappone la  quota di riserva che rappresenta la quota parte di eredità che deve in ogni caso pervenire ai legittimari.
Nel caso in cui il de cuius violi la quota di riserva utilizzando a suo piacimento più di quanto rientri nella quota disponibile, gli eredi legittimari possono esercitare l'azione di riduzione.